# Antony Moddermanstraat
De Antony Moddermanstraat is een belangrijke doorgaande straat in Amsterdam Nieuw-West. De straat begint na het verkeersplein Burgemeester De Vlugtlaan/Slotermeerlaan en loopt in westelijke richting waarna de straat na brug 627 bij het Eendrachtspark overgaat in de Ruys de Beerenbrouckstraat in de wijk Geuzenveld.
Een drietal zijstraten aan de noordzijde dragen ook de naam Antony Moddermanstraat en gaan alle drie over in de Willem Molengraaffstraat. Aan de middelste zijstraat staat de molen De 1200 Roe. De straat wordt door geen andere straat gekruist, aan de zuidzijde komt naast een aantal kleinere zijstraten de Burgemeester Van Leeuwenlaan uit.
Aan de noordzijde bevindt zich een flatgebouw met daarvoor een opvallend rond gebouwtje. Verder bevinden zich er portiekflats. Aan de zuidzijde bevindt zich hoofdzakelijk laagbouw met enkele winkelpanden.
Oorspronkelijk was de straat voorzien van klinkerbestrating die in de loop der jaren behoorlijk verzakt was. Pas in de loop der jaren werd de straat geasfalteerd.
Buslijn 21 rijdt al sinds 1959 onafgebroken door de straat en bus 61 sinds 2012.
De straat werd bij een raadsbesluit van 11 december 1953 vernoemd naar Anthony Modderman, een Nederlands jurist en hoogleraar en minister van Justitie. Opvallend hierbij is dat de voornaam "Anthony" hierbij is gespeld als "Antony" dus zonder de letter h.

## Trivia
Op de hoek met de Burgemeester van Leeuwenlaan waren De Tokkies woonachtig.